# Островський Олег Анатолійович
Олег Анатолійович Островський (народився 2 вересня 1973 року , м.Харків, Україна) -  український громадський і культурний діяч, дослідник історії Козаччини та Гайдамаччини, журналіст, меценат, засновник та директор музейно-етнографічного комплексу «Дикий Хутір» (2007р.) в Холодному Яру; ктитор (будівничий) першого козацького храму першого козака, якого канонізували у 2008р., Святого Праведного Петра (Багатостраждального) Калнишевського (2009-2015р.); засновник і отаман ЧГО «Вільне Козацтво Холодного Яру» (2009р.); засновник, видавець та головний редактор Всеукраїнської незалежної суспільно-громадської газети «Козацький Край» та однойменного українського інтернет-видання (2010р.); учасник АТО, ветеран війни.

## Біографія
Дитинство провів у селі Червона Слобода на Черкащині. З 1980 по 1990 рік навчався у Червонослобідській середній школі № 2. Згодом учителював у Червонослобідській середній школі № 1.
Після навчання у Черкаському національному університеті ім. Богдана Хмельницького (1991-96 рр.) другу вищу освіту здобув у Києві — в Міжнародній Академії Управління Персоналом 2007 року отримав диплом магістра з відзнакою.
Довгий час, починаючи з 1997 року, займався приватним підприємництвом — водночас з навчанням агробізнесу та стажуванням у США (штат Айова, 2004) і Данії (2005). Очолював ТОВ «Агрофірма Росток», ФГ «Хлібзавод Еко-Ферма».
З травня 2016 року по травень 2017 року був начальником управління культури та взаємозв'язків з громадськістю Черкаської облдержадміністрації. Звільнився з держслужби, не деталізуючи причини для преси, зі словами: «Я просто буду Вільним Козаком…».

## Громадська та журналістська діяльність
У 2009 році створив і очолив ГО «Вільне Козацтво Холодного Яру», метою якого було визначено патріотичне виховання, дослідження історії України, збереження історичних пам'яток та увічнення історії Визвольної боротьби.
З 2010 року — член Історичного клубу «Холодний Яр». Від 2011 року — видавець і головний редактор Всеукраїнської газети «Козацький край» та однойменного сайту, які ставлять за мету дослідження історичного минулого і висвітлення сучасної боротьби українців за Волю.
У ході автопробігу «Вогонь Волі» у серпні 2012 року головний редактор «Козацького краю» Олег Островський, разом із головним редактором газети «Прес-Центр» Андрієм Кравцем, журналістом «Вечірніх Черкас» Володимиром Гамалицею і священиком Василем Цирілем здійснили подорож завдовжки у 5,5 тисячі кілометрів на російські Соловки, де похований останній кошовий Запорозької Січі Петро Калнишевський, та у підмосковне Ярополче, де спочив гетьман Петро Дорошенко, уродженець Чигирина.
Під час цієї поїздки Олегу Островському на висоті 1800 метрів над Білим морем було вручено посвідчення члена Національної спілки журналістів України. Про подорож трьох журналістів і священика через Москву і Архангельськ, із святкуванням Дня Незалежності України на Соловках створений фільм «Вогонь Волі: від Холодного Яру до Соловків» та передача «Як козаки на Соловки їздили» у циклі авторських телепрограм Андрія Охрімовича «Машина часу» на 5-у каналі.
З 2012 року — член Національної спілки журналістів України та засновник і директор музею Історії Холодного Яру. Власним коштом, коштом родини та жертводавців збудував у Холодному Яру перший у світі храм на честь святого праведного Петра Калнишевського (Багатостраждального) — канонізованого Церквою останнього кошового отамана Запорозької Січі.
Фотознімки, зроблені Островським під час Революції Гідності й антитерористичної операції на сході країни, стали основою експозиції у Національному історико-культурному заповіднику «Чигирин», присвяченої холодноярському прапору. Найцікавішим експонатом був величезний прапор із так званої «йолки» на Майдані в Києві, куди його привіз революційної зими Олег Островський.
Окрім того, фото Олега Островського увійшли до першої двомовної книги про Революцію Гідності — «Euromaidan — History In The Making», а очолювана ним газета «Козацький край» реалізувала спецпроєкт «Батальйони волі», у ході якого висвітлювалася діяльність добровольців та підрозділів ЗСУ у зоні АТО.
У січні 2017 року в Черкаському обласному художньому музеї діяв мистецький проєкт «За волю, за кращу долю… Третя річниця Майдану», автором якого став Олег Островський.
Наразі продовжує журналістську і громадську діяльність, опікується проєктом зведення у Холодному Яру «Хреста Волі» висотою понад 70 метрів — на честь Козацької і Воїнської Слави. Цю ідею Островського підтримали УПЦ Київського патріархату, ветерани АТО та відомі культурні діячі — зокрема, письменник Василь Шкляр.

## Участь в АТО на Донбасі
У 2014 році Островський став одним з ініціаторів створення штурмової групи «Холодний Яр», яка увійшла до складу батальйону «Айдар». Як «айдарівець», брав участь у бойових діях на Луганщині.